# Yola fluviatica
Yola fluviatica är en skalbaggsart som beskrevs av Guignot 1952. Yola fluviatica ingår i släktet Yola och familjen dykare. Inga underarter finns listade i Catalogue of Life.